# 기흥역
기흥(백남준아트센터)역(Giheung(Baeknamjin Arts Center)Station, 器興(白南準아트센터)驛)은 경기도 용인시 기흥구 구갈동에 있는 수도권 전철 수인·분당선과 용인 경전철의 전철역이자 환승역이다. ‘백남준아트센터’는 역의 병기역명이며 15분 거리에 있다. 현재 용인 경전철의 기점이다. 용인 경전철은 이 역부터 전대·에버랜드역까지 모두 지상 구간이다. 수도권 전철 수인·분당선은 이 역 위에는 신갈천이 지나간다.

## 역사
- 2011년 12월 28일 : 분당선 죽전 ~ 기흥 구간 개통과 함께 영업 개시[3][4]
- 2012년 9월 18일 : 왕십리 ~ 선릉 구간 개통으로 왕십리 기점 39.5km로 변경[5]
- 2012년 12월 1일 : 분당선 기흥 ~ 망포 구간 연장 개통과 함께 중간역이 됨
- 2012년 12월 말 : 분당선 부역명 '백남준아트센터' 부기 시작
- 2013년 4월 17일 : 용인 경전철 역명을 구갈역(백남준아트센터)에서 기흥역(백남준아트센터)로 변경[6][7]
- 2013년 4월 26일 : 용인 경전철 기흥 ~ 전대·에버랜드 구간 개통
- 2013년 11월 30일 : 분당선 급행열차 운행 개시
- 2014년 1월 9일 : 분당선-용인 경전철간 상호 환승 통로 개통

## 역 구조
수인·분당선의 경우 2면 4선의 쌍섬식 승강장이 갖추어져 있으며, 스크린도어가 설치되어 있다. 이 역은 용인 경전철 개통 이후 양쪽 모두 횡단이 가능한 구조로 변경되었다. 이 역에서 급행이 완행을 추월한다. 용인 경전철의 경우 3면 2선의 터미널형 승강장을 갖추고 있다. 가운데 승강장에서 승차를 하며, 왼쪽 승강장에서 하차한다. 현재 오른쪽 승강장은 사용하지 않으며, 비상상황이 발생하였을 경우를 대비하여 열차 1대가 유치되어 있다. 정식 환승 통로는 2014년 1월에 완공되었다. 현재 스크린도어가 설치되었다.

### 수인분당선 승강장
| ↑ 신갈          |
| ４３ \| ２１ \| |
| 상갈 ↓          |

| 1·2 | ● 수도권 전철 수인·분당선 | 상갈 · 망포 · 수원시청 · 수원 · 인천 방면 |
| 3·4 | ● 수도권 전철 수인·분당선 | 신갈 · 서현 · 모란 · 선정릉 · 청량리 방면 |

### 용인 경전철 승강장
| 시·종착역      |
| 하행 \| 미사용 |
| ↓ 강남대       |

| 당역종착 | ● 용인 경전철 | 당역종착 열차      |
| 하행     | ● 용인 경전철 | 전대·에버랜드 방면 |
|          | ● 용인 경전철 | 미사용             |

## 역 주변
| 나가는 곳 | 방면                                                                  |
| --------- | --------------------------------------------------------------------- |
| 1         | 세종그랑시아1차 세종그랑시아2차 기남방송                              |
| 2         | 롯데캐슬아파트 수원CC                                                 |
| 3         | 신갈고등학교 백남준아트센터                                           |
| 4         | 신갈고등학교 백남준아트센터                                           |
| 5         | 신갈고등학교 백남준아트센터 동부아파트 신명아파트 한성1차아파트       |
| 6         | 구갈초등학교 기흥구청 강남병원 한성2차아파트 동부아파트               |
| 7         | 동부아파트 신명아파트 한성1차아파트 기흥구청                          |
| 8         | 백남준아트센터 기흥구청 강남병원 경기도박물관 신갈우체국 신갈고등학교 |
| 9         | 힐스테이트기흥 AK플라자                                               |

## 이용객 변동
2011년 자료는 개통일인 2011년 12월 28일부터 12월 31일까지인 4일 기준으로 환산한 것이다.
| 노선   | 노선 | 일평균 인원수 (명/일) | 일평균 인원수 (명/일) | 일평균 인원수 (명/일) | 일평균 인원수 (명/일) | 일평균 인원수 (명/일) | 일평균 인원수 (명/일) | 일평균 인원수 (명/일) | 일평균 인원수 (명/일) | 일평균 인원수 (명/일) | 일평균 인원수 (명/일) | 일평균 인원수 (명/일) | 일평균 인원수 (명/일) | 일평균 인원수 (명/일) | 일평균 인원수 (명/일) | 각주  |
| 노선   | 노선 | 2010년                | 2011년                | 2012년                | 2013년                | 2014년                | 2015년                | 2016년                | 2017년                | 2018년                | 2019년                | 2020년                | 2021년                | 2022년                | 2023년                | 각주  |
| ------ | ---- | --------------------- | --------------------- | --------------------- | --------------------- | --------------------- | --------------------- | --------------------- | --------------------- | --------------------- | --------------------- | --------------------- | --------------------- | --------------------- | --------------------- | ----- |
| 분당선 | 승차 | 미개통                | 3,737                 | 6,179                 | 7,531                 | 9,931                 | 7,712                 | 7,671                 | 7,751                 | 8,868                 | 10,845                | 7,613                 | 7,893                 | 9,249                 | 10,048                | [ 8 ] |
| 분당선 | 하차 | 미개통                | 4,450                 | 6,112                 | 7,550                 | 9,998                 | 7,576                 | 7,547                 | 7,773                 | 8,933                 | 10,956                | 7,701                 | 8,107                 | 9,542                 | 8,929                 | [ 8 ] |

## 인접한 역
| 분당선                | 분당선                                | 분당선                         |
| --------------------- | ------------------------------------- | ------------------------------ |
| K236 신갈 청량리 방면 | ● 수도권 전철 수인·분당선 완행        | K238 상갈 인천 방면            |
| K233 죽전 청량리 방면 | ● 수도권 전철 수인·분당선 분당선 급행 | K241 망포 고색 방면            |
| 용인 경전철           |                                       |                                |
| 시·종착역             | ● 용인 경전철                         | Y111 강남대 전대·에버랜드 방면 |

## 사진

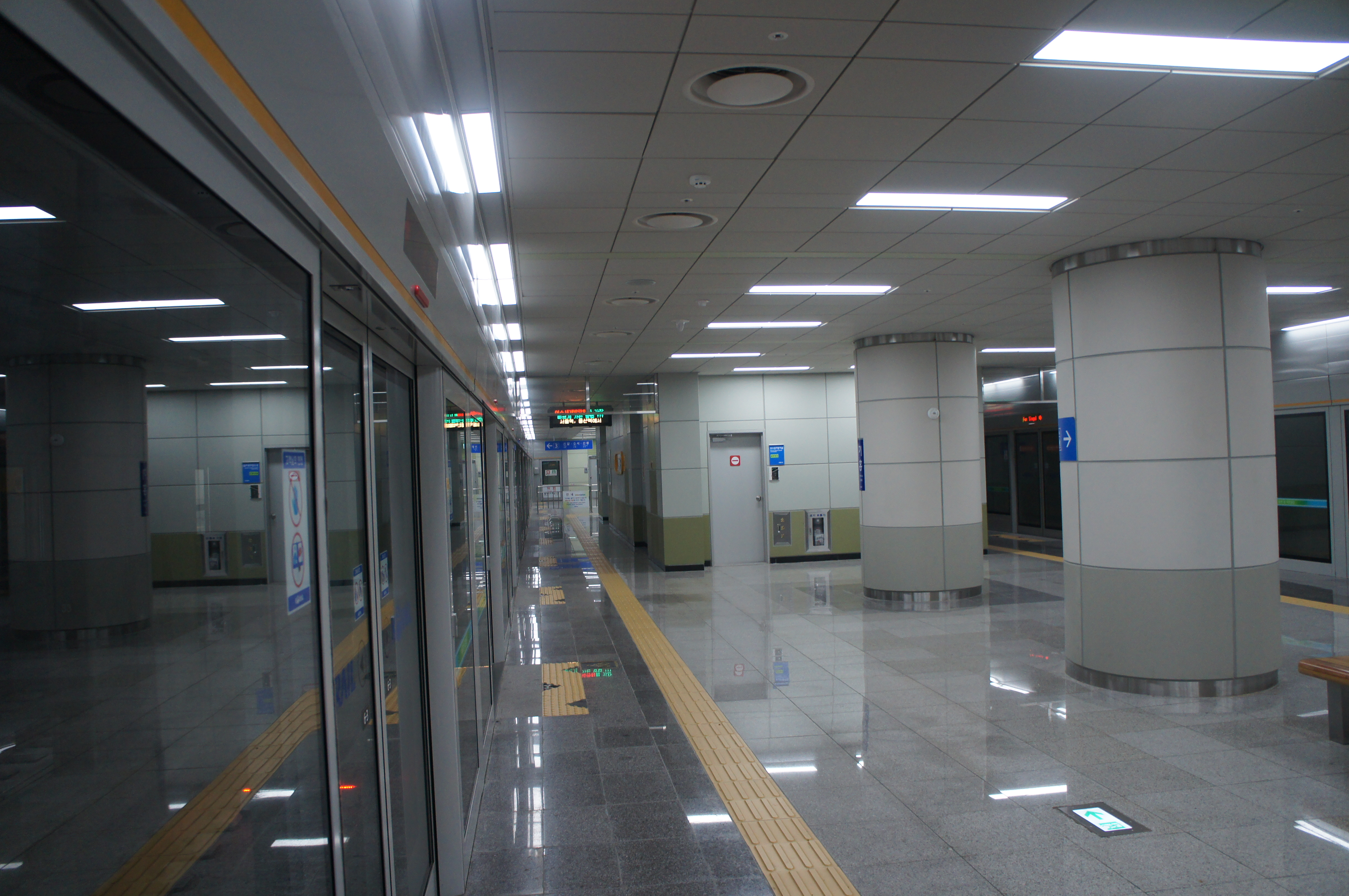
3번 승강장
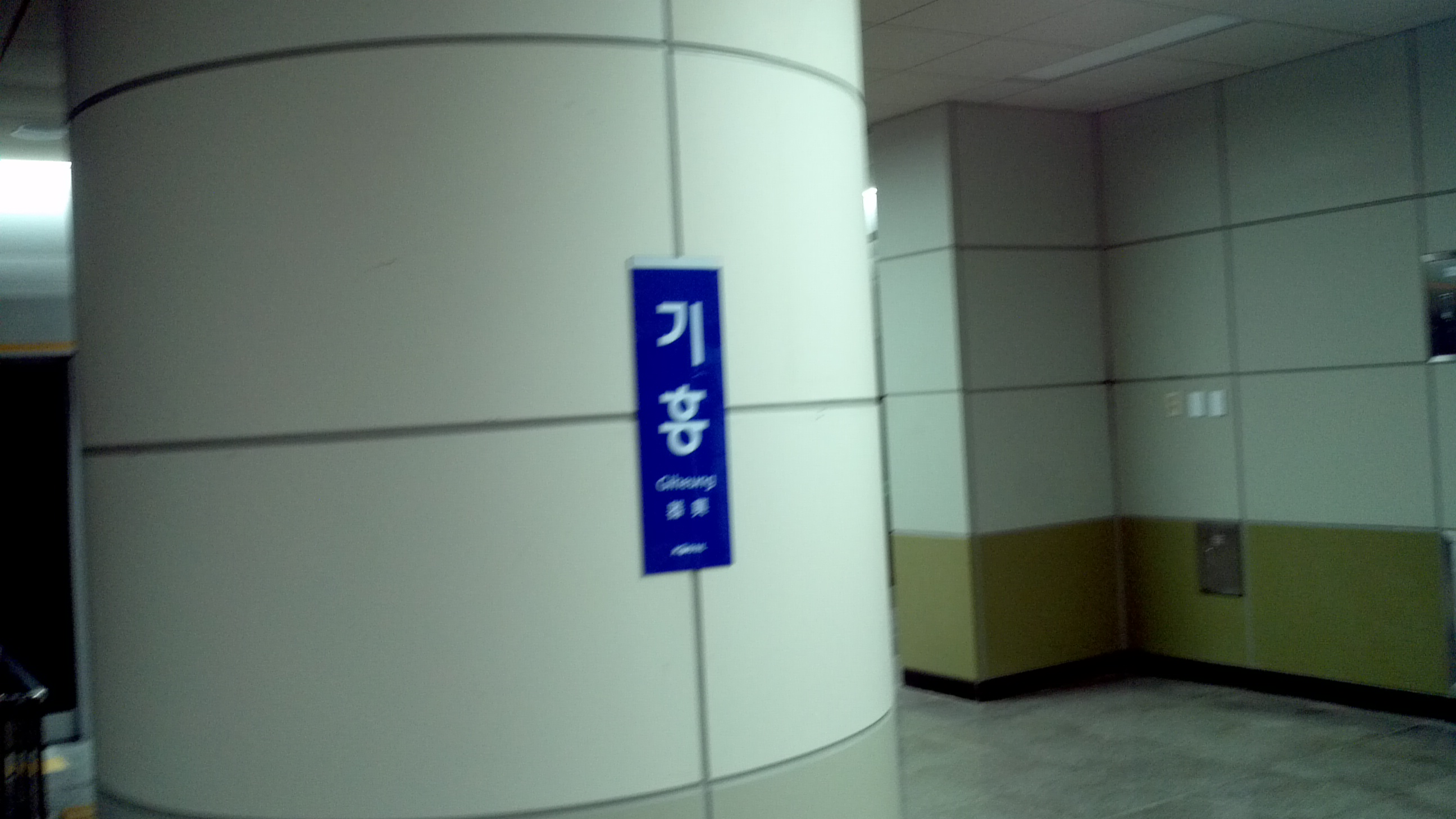
세로형 역명판
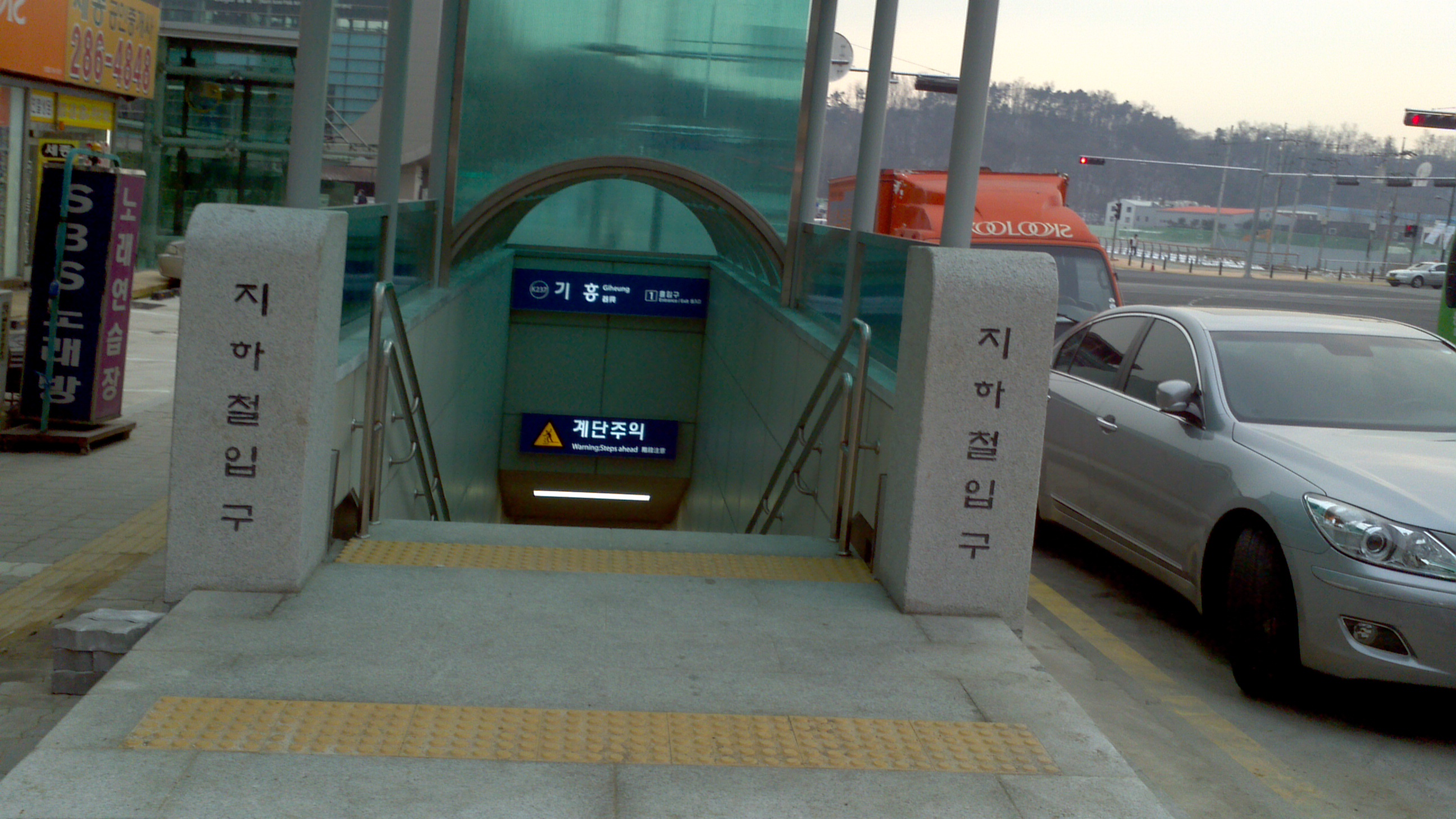
1번 출입구
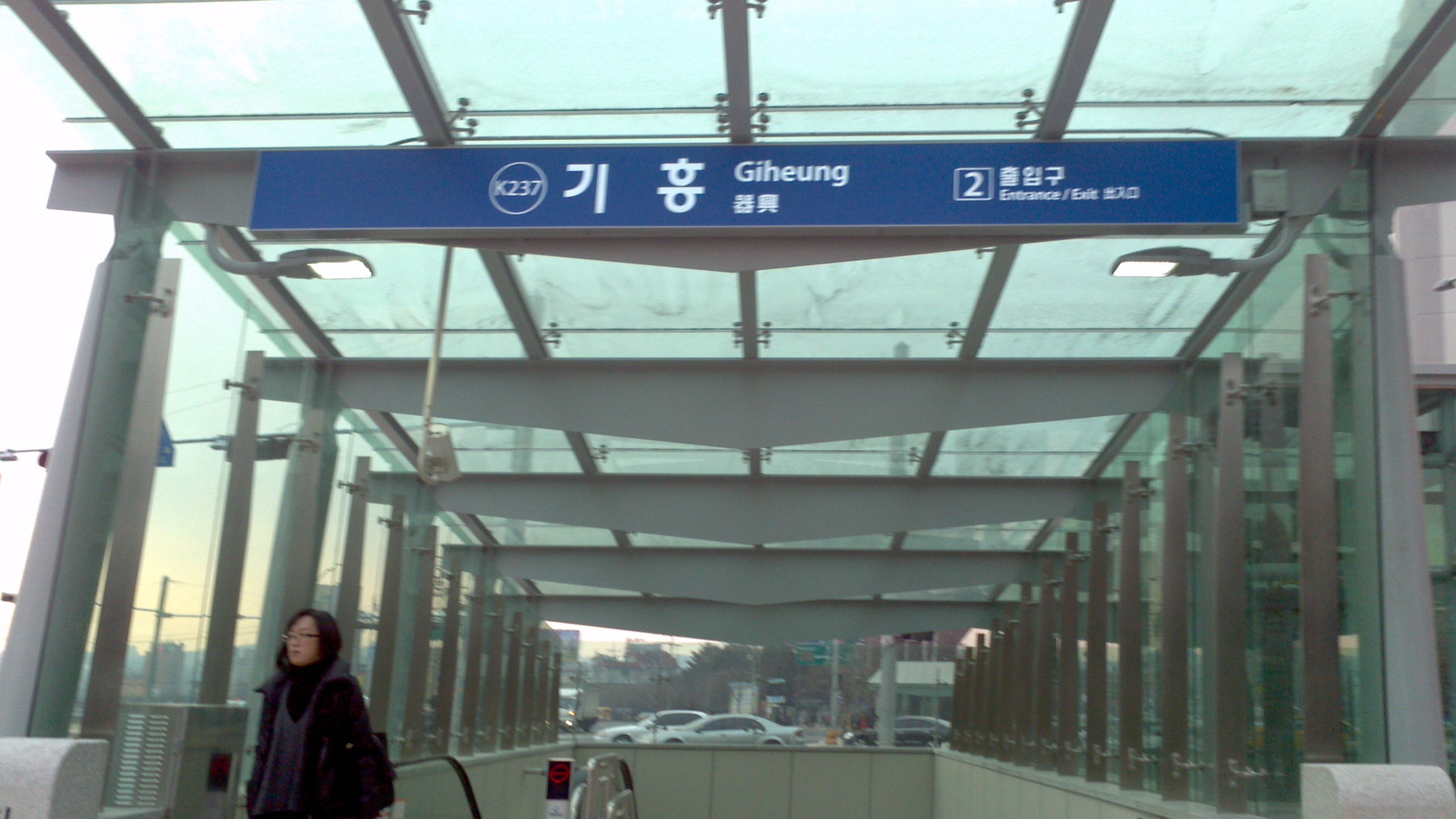
2번 출입구
4번 출입구
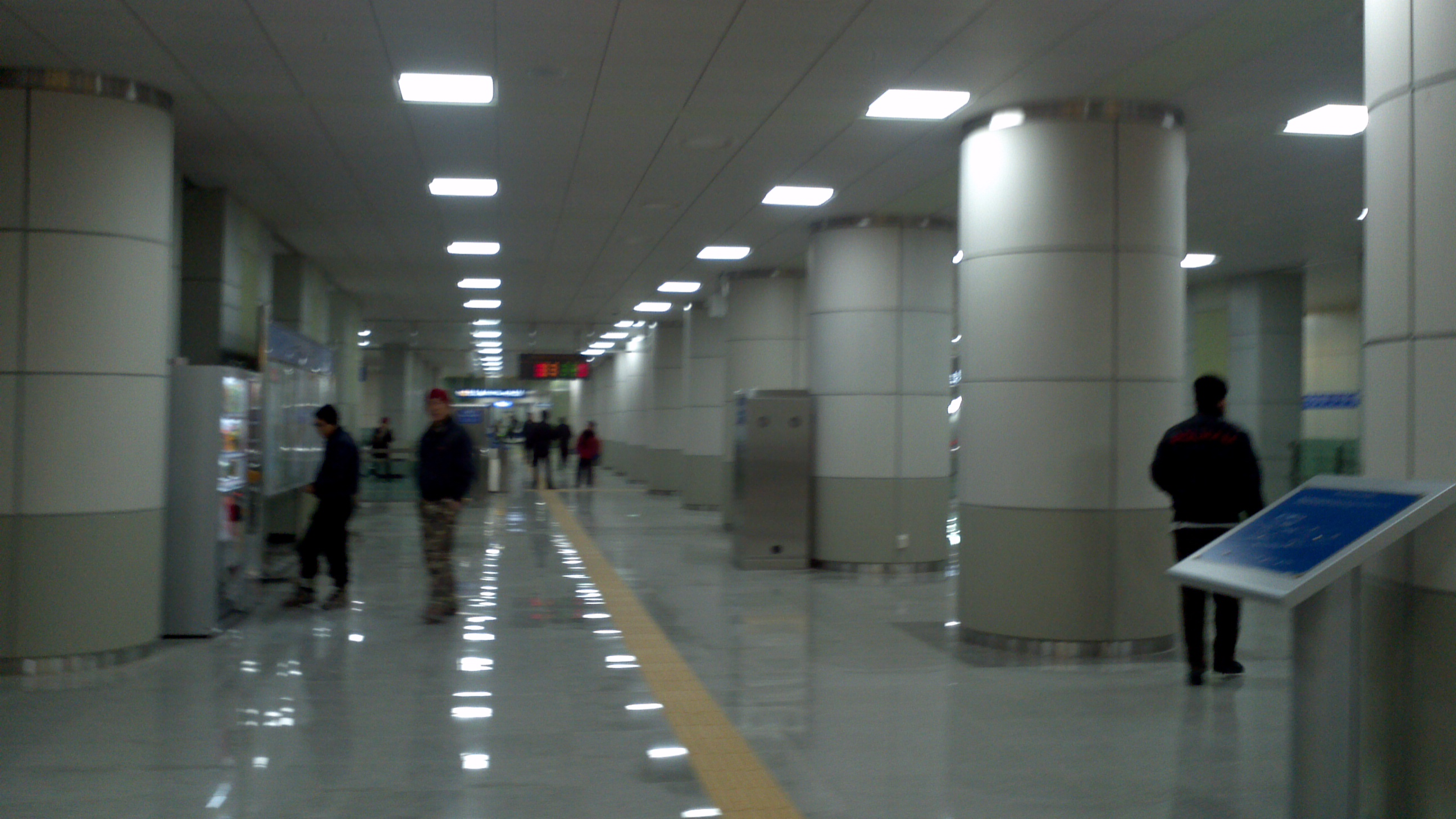
대합실
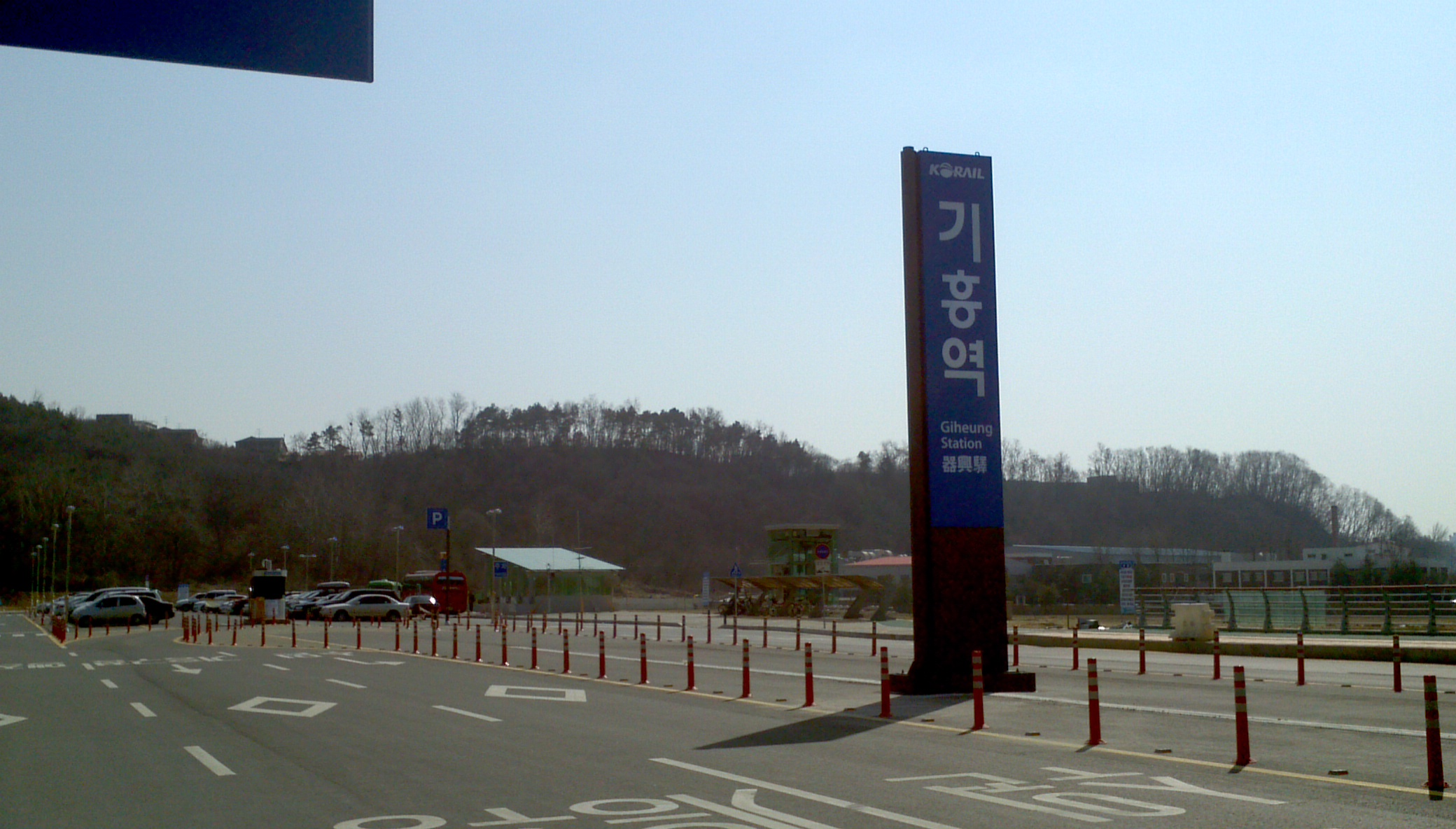
기흥역 폴사인
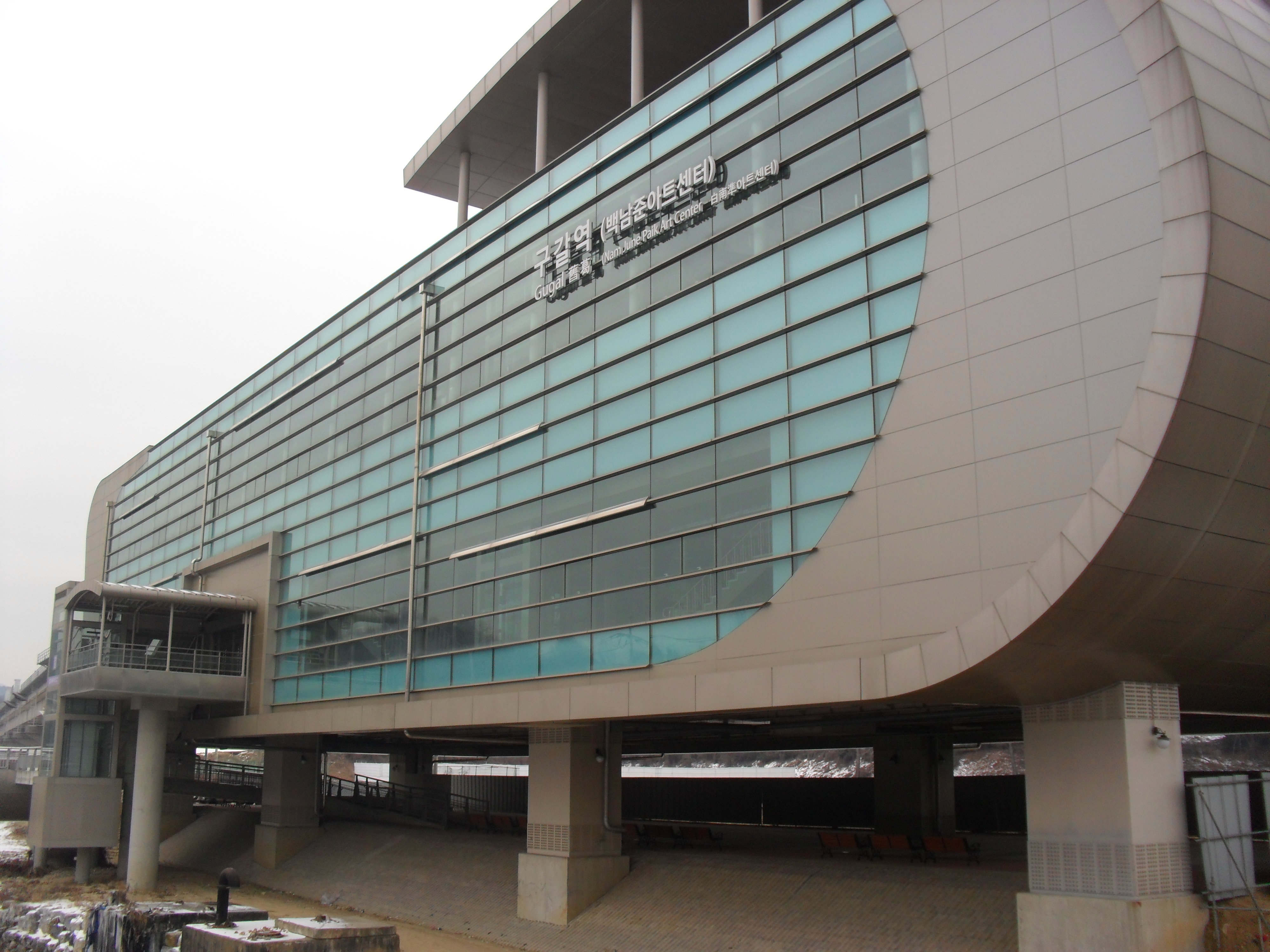
구갈역 시절 용인경전철 역사
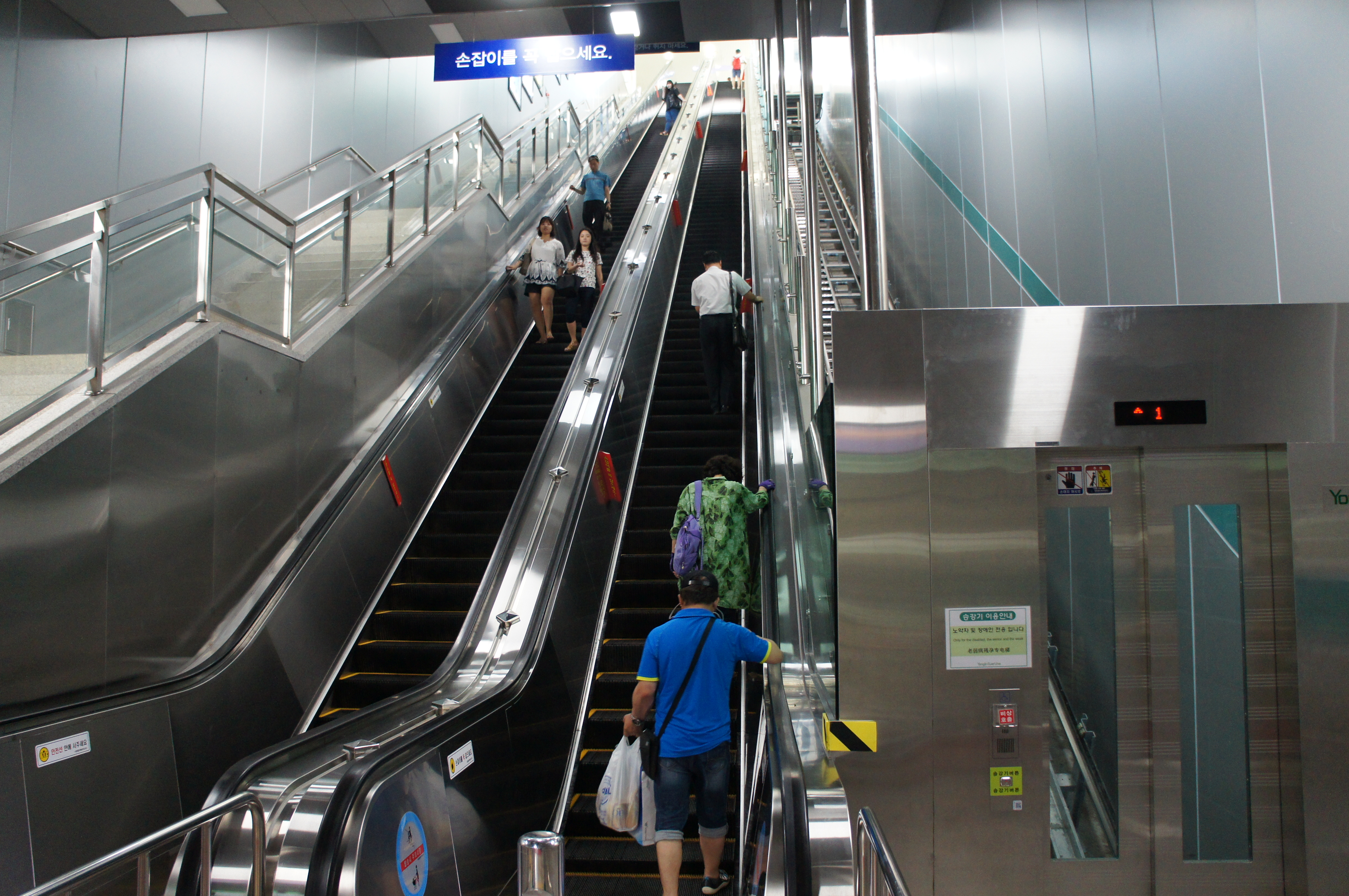
기흥역 환승 통로
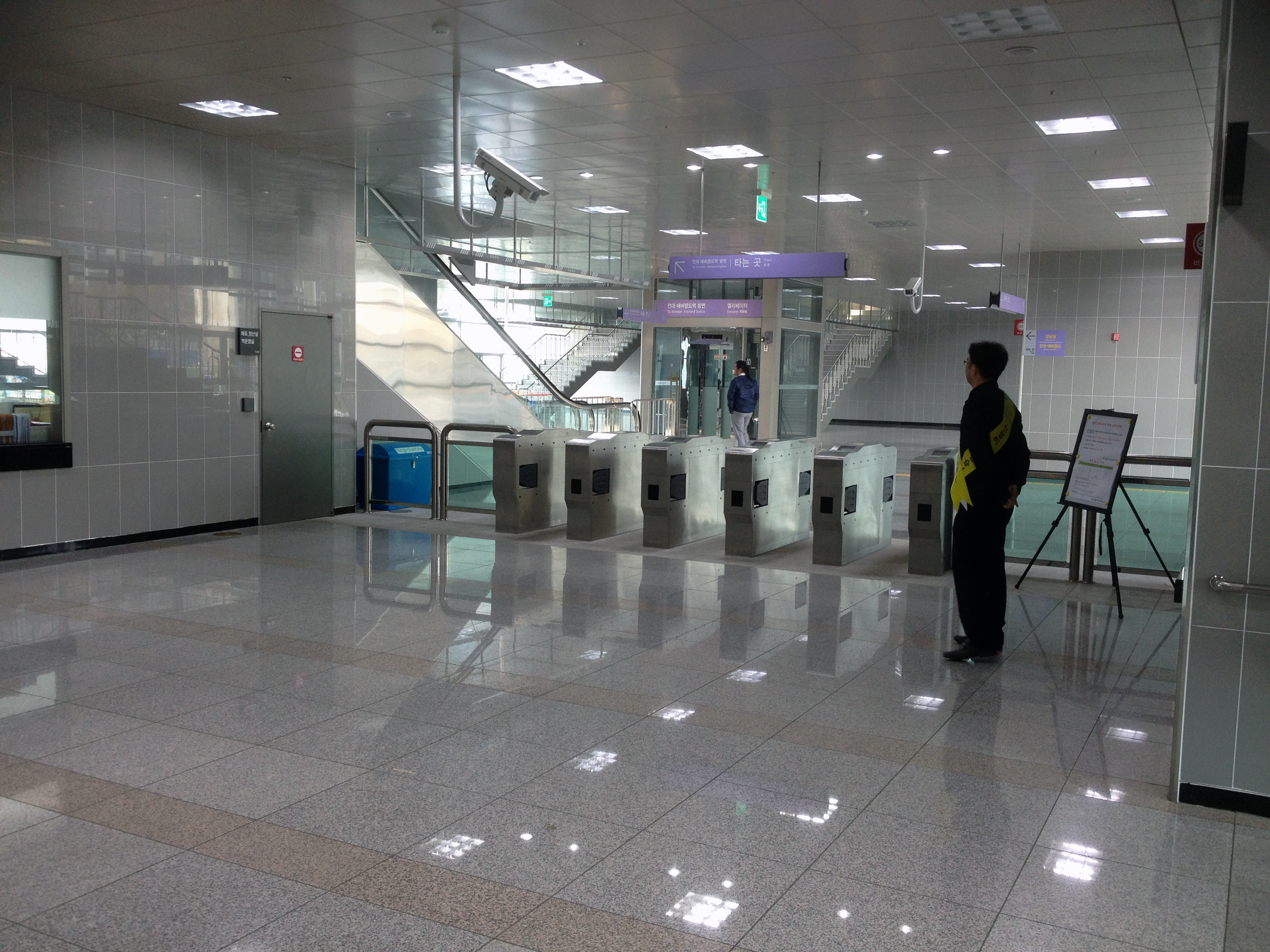
용인경전철 개찰구
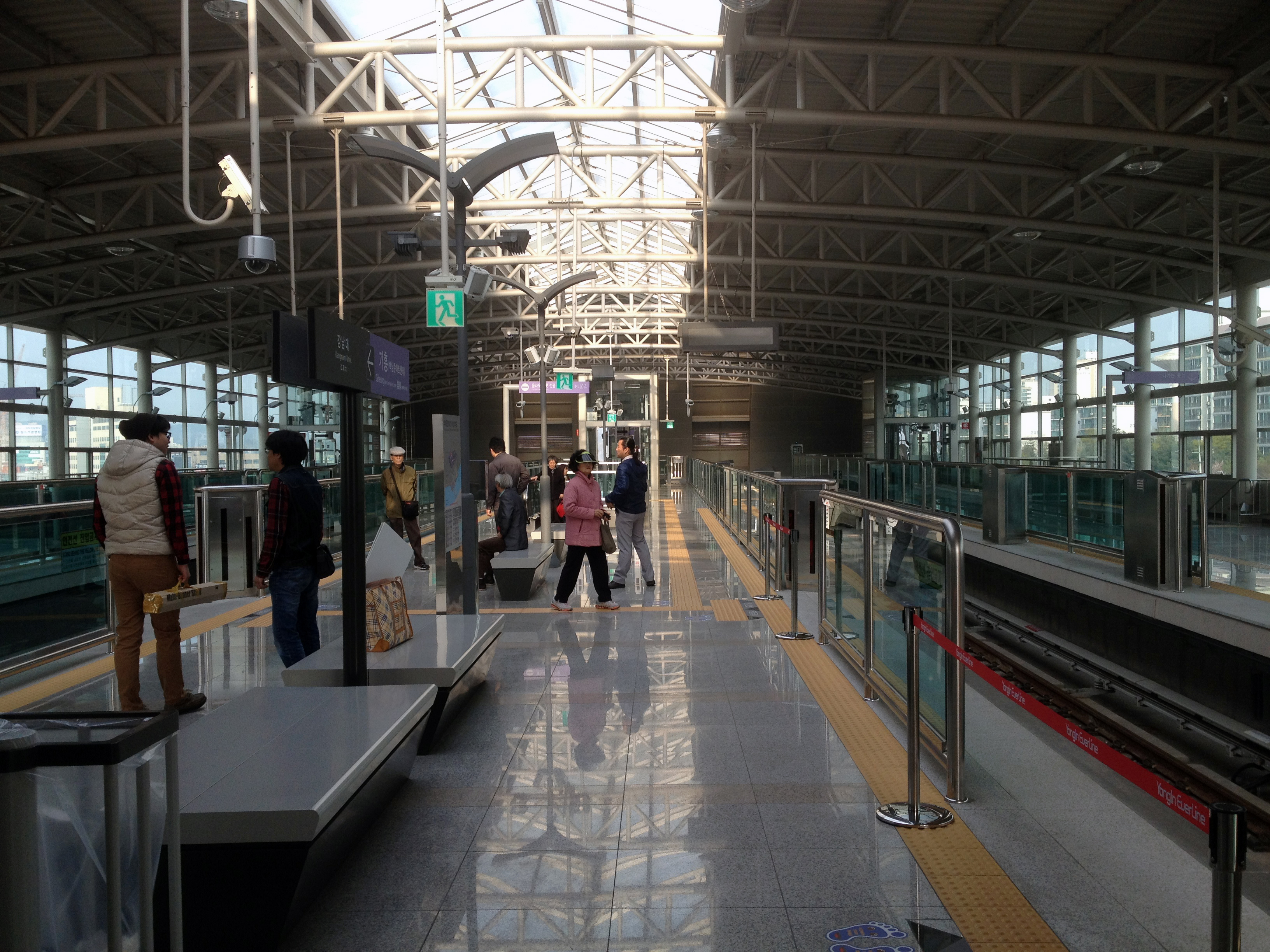
용인경전철 플랫폼 (스크린도어 설치 전)